# Boca del Rosario
Boca del Rosario es una localidad uruguaya del departamento de Colonia.

## Ubicación
La localidad se encuentra situada en la zona sureste del departamento de Colonia, sobre las costas del río Rosario, próximo a la desembocadura de este río en el Río de la Plata.

## Población
Según el censo del año 2011 el balneario contaba con una población permanente de 45 habitantes, número que se ve incrementado en los meses de verano debido al turismo.
| 12            |
| (Fuente: INE) |